# Platycrater arguta
Platycrater es un género monotípico perteneciente a la familia Hydrangeaceae. Su única especie: Platycrater arguta, es originaria del sureste de Asia donde se distribuye por China y Japón. El género fue descrito por Philipp Franz von Siebold & Joseph Gerhard Zuccarini y publicado en  Flora Japonica  1: 64 en el año 1835.

## Descripción
Son arbustos que alcanzan los 0.5-3 m de altura. Las ramillas son de color marrón, subglabras. Las hojas con pecíolo de 1-7 cm de largo, son lanceoladas a elípticas de 9-15 × 3-6 cm, membranosas papiráceas, ambas superficies pubescentes o subglabras adaxialmente, venas secundarias 7-9 en ambos lados de la vena media. La inflorescencia subglabra. El fruto es una cápsula de 8-9 mm, estriadas. Las semillas de color marrón oscuro, comprimidas elipsoides y finamente estriadas.

## Distribución y hábitat
Se encuentra en los bosques o matorrales en los valles, riberas de los ríos y laderas de montaña a una altitud de 400-1800 metros en Anhui, Fujian, Jiangxi y Zhejiang de China y en  Japón.

## Taxonomía
Platycrater arguta  fue descrita por Siebold & Zucc.  y publicado en Flora Japonica 1: 64, f. 27. 1835.